# 尤寧鎮區 (密蘇里州里普利縣)
尤寧鎮區（英語：Union Township）是位於美國密蘇里州里普利縣的一個行政鎮區。

## 地方資料
尤寧鎮區的面積為86.40平方千米，皆為陸地。根據2020年美國人口普查的數據，當地共有人口278人，而人口密度為每平方千米3.22人。